# François de Coninck (1763-1846)
Jean François de Coninck, né le 20 février 1763 à Wytschaete et mort le 18 février 1846 à Ypres, est un homme politique belge.

## Biographie
François de Coninck est le fils de Jean-François de Coninck (1736-1790), greffier de Wytschaete, greffier des cours féodales et seigneuries de Heurne et Vlamertinge, échevin de Vlamertinge, et de Marie Catherine Leuridan. 
Marié à Marie Françoise Peellaert, fille d'Antoine Peellaert, bourgmestre de Dixmude, il est le grand-père de Mgr Félix-Marie de Neckere.
Sorti licencié en droit de l'université de Louvain en 1786, il devient avocat, greffier et conseiller pensionnaire de la Généralité des huit paroisses de Flandre-Occidentale en 1790, substitut du procureur général au Conseil de Flandre à Gand, conseiller pensionnaire et greffier de la ville d'Ostende en 1792, juge de l'amirauté, juge au tribunal du département de la Lys en 1797, président suppléant du tribunal d'Ypres de 1801 à 1811.
Échevin de Wijtschate, il est membre du Congrès national de Belgique en 1830 puis sénateur élu par l'arrondissement d'Ypres de 1831 à 1837.

## Mandats et fonctions
- Membre du Congrès national de Belgique : 1830-1831
- Membre du Sénat : 1831-1837
- Échevin de Wijtschate
- Président de la commission des hospices civils de la ville d'Ypres